# Traité de Constantinople (1913)
Pour les articles homonymes, voir Traité de Constantinople.
 (août 2024).

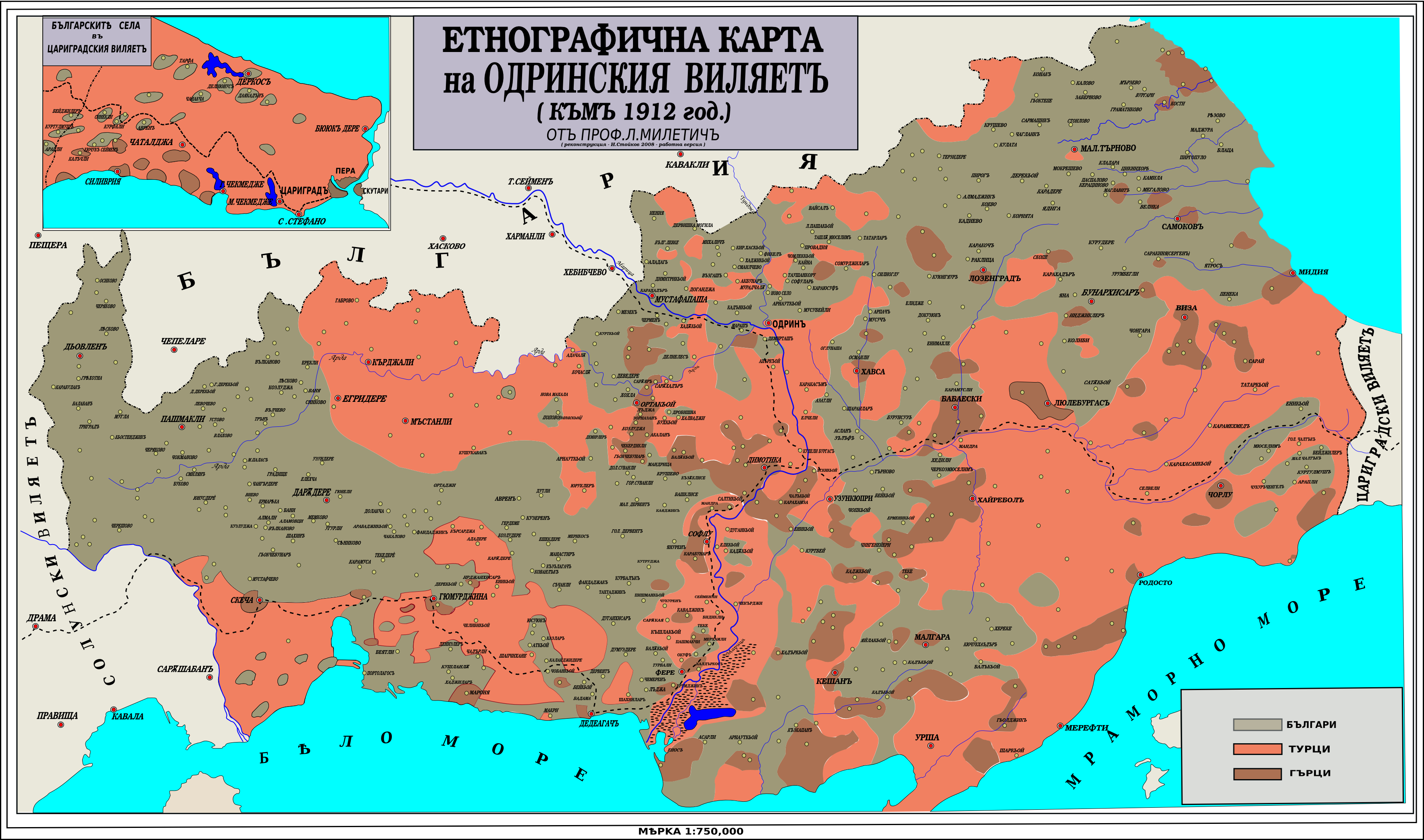
Carte ethnographique du vilayet d'Edirne en 1912 (vert = bulgares, orange = turcs, marron = grecs).

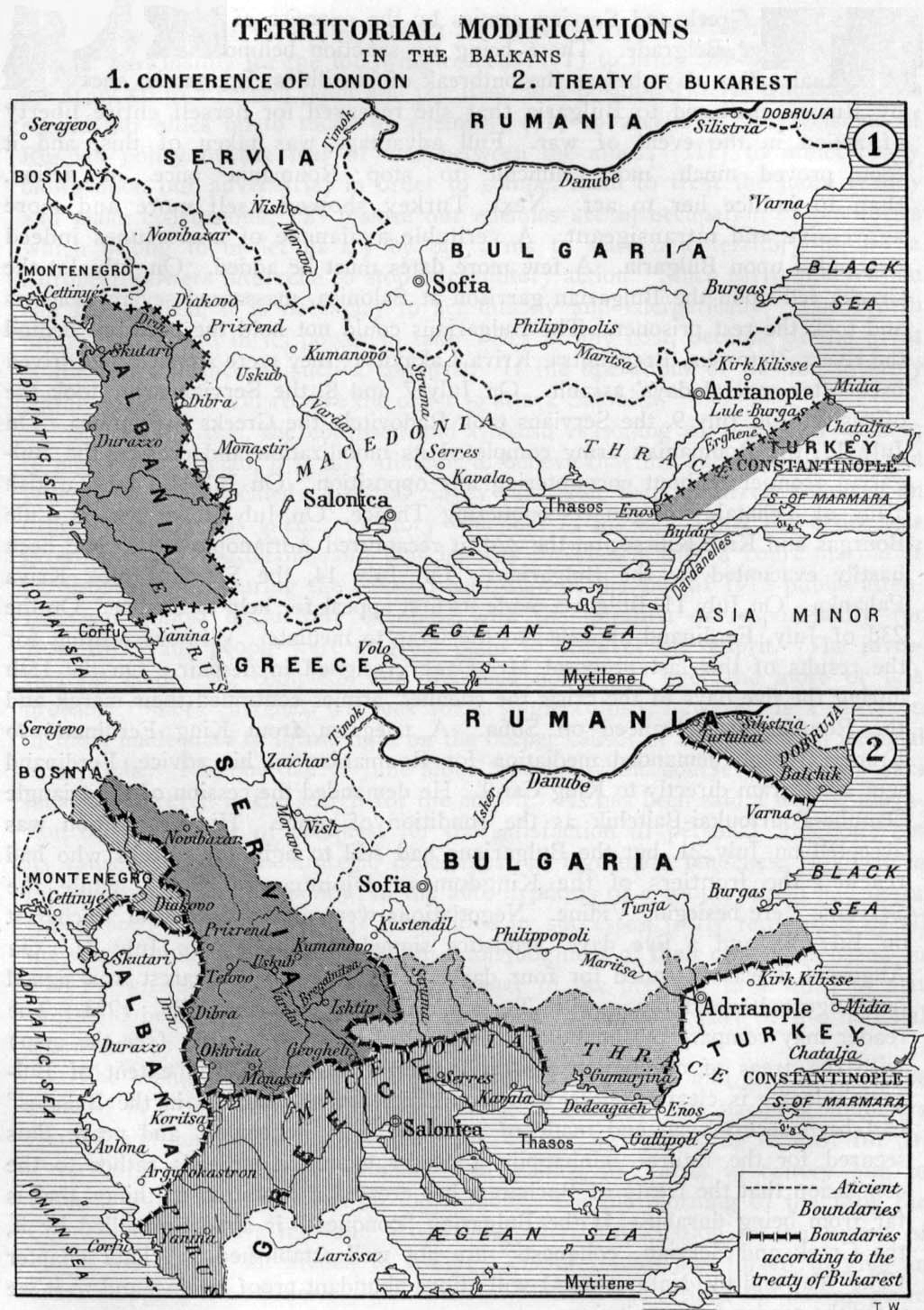
Les modifications territoriales à la suite des traités de Bucarest et Constantinople.

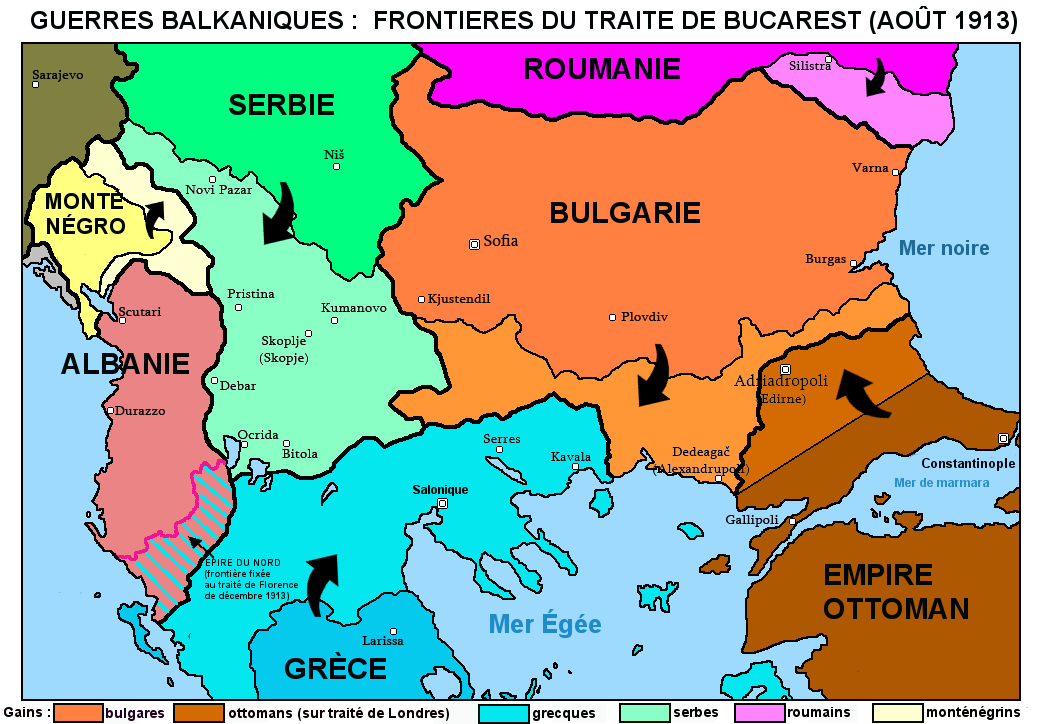
Les modifications territoriales à la suite des deux Guerres balkaniques.

Le traité de Constantinople est un accord international signé le 29 septembre 1913 entre le royaume de Bulgarie et l'Empire ottoman.

## Contexte

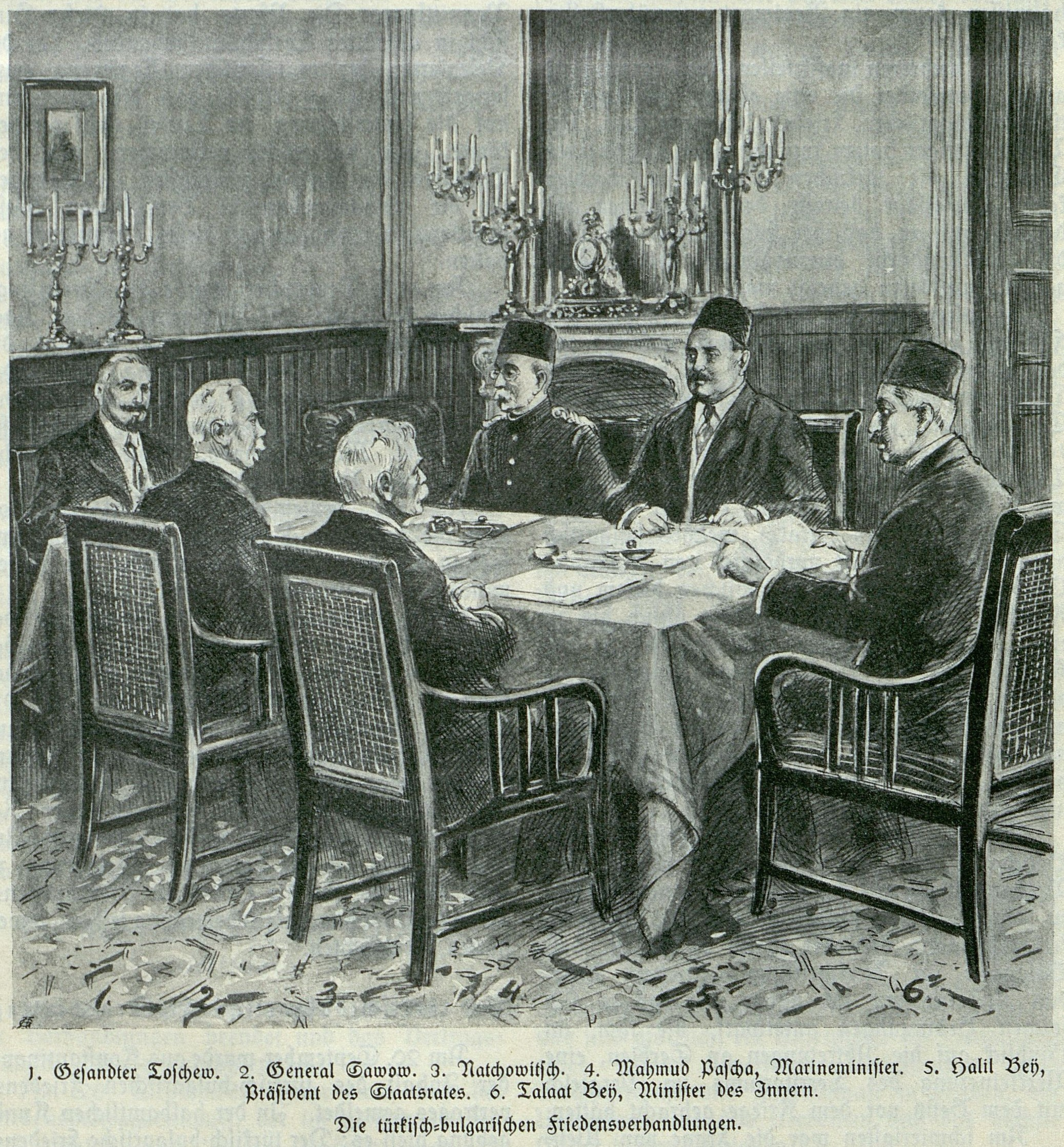
Les acteurs de la conférence : Halil Menteşe, Stefan Toshev, Mikhaïl Savov, Talaat Pacha et Grigor Natchovitch.

La Seconde guerre balkanique se termine par la défaite de la Bulgarie. Celle-ci signe :
- le traité de Bucarest, le 10 août 1913, avec ses anciens alliés : la Roumanie, la Serbie, le Monténégro et la Grèce. Celui-ci lui fait perdre une grande partie des territoires conquis en 1912 et 1913 ;
- le traité de Constantinople avec l'Empire ottoman.

## Contenu du traité
Le traité est signé, le 29 septembre 1913 à Constantinople (aujourd'hui Istanbul), entre l'Empire ottoman et le royaume de Bulgarie. Il fixe les nouvelles limites territoriales entre les deux pays. La ligne Midye-Enos est reculée vers le nord-ouest afin de permettre à l'Empire ottoman de conserver la majeure partie de la Thrace orientale dont les villes de Edirne/Odrin, Kirklaréli/Lozéngrad, Pınarhisar/Bounarhissar et Lülebourgaz/Lulébourgas.